# Amphiura joubini
Amphiura joubini is een slangster uit de familie Amphiuridae.
De wetenschappelijke naam van de soort werd in 1912 gepubliceerd door René Koehler.